# Fonction de Bessel sphérique

Les trois premières fonctions de Bessel sphérique de première espèce j_{n}(x)

Les trois premières fonctions de Bessel sphérique de deuxième espèce y_{n}(x)

En analyse, les fonctions de Bessel sphériques sont des fonctions spéciales construites à partir des fonctions de Bessel classiques et qui interviennent dans certains problèmes possédant une symétrie sphérique.
Elles sont définies par :
{\displaystyle j_{n}(x)={\sqrt {\pi  \over 2x}}J_{n+{1 \over 2}}(x),}
{\displaystyle y_{n}(x)={\sqrt {\pi  \over 2x}}Y_{n+{1 \over 2}}(x)=(-1)^{n+1}{\sqrt {\pi  \over 2x}}J_{-n-{\frac {1}{2}}}(x).}
En particulier, {\displaystyle j_{0}} correspond à la fonction sinus cardinal :
{\displaystyle j_{0}(x)={\rm {sinc}}(x)={\sin(x) \over x}.}
On peut également définir, sur le même principe, les fonctions de Hankel sphériques :
{\displaystyle h_{n}^{(1)}(x)={\sqrt {\pi  \over 2x}}H_{n+{1 \over 2}}^{(1)}(x)=j_{n}(x)+{\rm {i}}y_{n}(x),}
{\displaystyle h_{n}^{(2)}(x)={\sqrt {\pi  \over 2x}}H_{n+{1 \over 2}}^{(2)}(x)=j_{n}(x)-{\rm {i}}y_{n}(x).}

## Propriétés
On peut définir les fonctions de Bessel sphériques par la formule de Rayleigh :
{\displaystyle j_{n}(x)=(-x)^{n}\left({\frac {1}{x}}{\frac {\mathrm {d} }{\mathrm {d} x}}\right)^{n}{\sin(x) \over x},}
{\displaystyle y_{n}(x)=-(-x)^{n}\left({\frac {1}{x}}{\frac {\mathrm {d} }{\mathrm {d} x}}\right)^{n}{\cos(x) \over x}.}
Les fonctions génératrices des fonctions de Bessel sphériques sont :
{\displaystyle \sum _{n=0}^{+\infty }{\frac {t^{n}}{n!}}j_{n-1}(x)={\frac {\cos({\sqrt {x^{2}-2xt}})}{x}},}
{\displaystyle \sum _{n=0}^{+\infty }{\frac {(-t)^{n}}{n!}}y_{n-1}(x)={\frac {\sin({\sqrt {x^{2}+2xt}})}{x}}.}
Ces fonctions sont les solutions de la partie radiale de l'équation de Helmholtz en coordonnées sphériques, obtenue par séparation des variables :
{\displaystyle x^{2}{\frac {\mathrm {d} ^{2}y}{\mathrm {d} x^{2}}}+2x{\frac {\mathrm {d} y}{\mathrm {d} x}}+(x^{2}-n(n+1))y=0.}